# Institut for Informations- og Medievidenskab
Institut for Informations- og Medievidenskab (i daglig tale IMV) ved Aarhus Universitet udbyder en bred vifte af forskning og undervisning i, hvordan informationsteknologier og medier forandrer og aktivt bidrager til den sociale virkelighed, der omgiver os.

## Historie
Institut for Informations- og Medievidenskab blev oprettet i 1986 med det mål at udvikle to fagligheder: et studium af medier i et offentlighedsperspektiv og et studium af teknologi i et praktisk perspektiv. Institutet er en del af Det Humanistiske Fakultet (Aarhus Universitet), og er placeret i IT Byen Katrinebjerg.

## Uddannelser
Institut for Informations- og Medievidenskab udbyder følgende grunduddannelser:
- Digital design
- Informationsvidenskab
- Medievidenskab

Sammen med grunduddannelserne udbyder instituttet en række supplerings- og kandidatuddannelser, der er tilpasset forskellige jobmuligheder, fagligheder og karriereønsker favner såvel en teoretisk baggrund, som journalistens praktiske håndtering af medier.

## Centre
Ud over uddannelsesudbudet bidrager instituttet til syv forskningscentre, der i hvert deres forskningsfelt udforsker aspekter af mediernes plads i virkeligheden:
- Center for Avanceret Visualisering og Interaktion (CAVI)
- Center for Digital Urban Living
- Center for Digital Æstetik-forskning Arkiveret 3. marts 2009 hos  Wayback Machine
- Center for Forskning i Forretnings- og Teknologiudvikling (Webside ikke længere tilgængelig)
- Center for Internetforskning
- Center for IT og Læring Arkiveret 25. maj 2010 hos  Wayback Machine
- Center for Science-Technology-Society-studier Arkiveret 19. februar 2011 hos  Wayback Machine